# Nathan Smith (Biathlet)
Nathan Smith (* 25. Dezember 1985 in Calgary, Alberta) ist ein ehemaliger kanadischer Biathlet.

## Karriere
Nathan Smith lebt in Canmore und startet für den Foothills Nordic Ski Club. Er wird von Richard Boruta und Matthias Ahrens trainiert. Er begann schon als Kind mit dem Skilanglauf. Seit 1998 betreibt er Biathlon. Smith startete viermal, 2002 in Ridnaun, 2003 in Kościelisko, 2005 in Kontiolahti und 2006 in Presque Isle, bei Junioren-Weltmeisterschaften. Meist platzierte er sich hier auf Mittelfeldplätzen. Nur bei einem Einzelrennen, dem Verfolgungsrennen 2006, konnte er als 19. unter die besten 20 laufen. Den größten Erfolg erreichte Smith mit der Staffel, als er gemeinsam mit Jaime Robb, Patrick Côté und Jean-Philippe Leguellec hinter den Staffeln aus Deutschland und Frankreich überraschend die Bronzemedaille gewinnen konnte. Bei den Nordamerikanischen Juniorenmeisterschaften 2005 in Mt. Shark gewann er den Titel in der Gesamtwertung.
2006 gewann Smith in Valcartier den Titel des kanadischen Meisters in der Verfolgung, nachdem er im Sprint nur Sechster war. Im Biathlon-Weltcup wurde er erstmals 2007 in Oberhof in einem Staffelrennen eingesetzt, in dem die kanadische Staffel auf Platz 14 kam. Höhepunkt seiner ersten richtigen Seniorensaison wurde die Teilnahme an den Biathlon-Weltmeisterschaften 2008 in Östersund, wo der Kanadier in drei Rennen zum Einsatz kam. Im Einzel belegte er Platz 81, im Sprint 92 und mit der Staffel Kanadas wurde er 21. Bei den Kanadischen Meisterschaften 2010 gewann Smith die Titel in Verfolgung, Einzel und mit der Mixed-Staffel. Nach sporadischen Einsätzen in den Saisonen zuvor kam Smith in der Saison 2010/11 regelmäßig zum Einsatz und erreichte erstmals Ränge unter den besten 50. Bestes Ergebnis wurde ein 38. Platz bei einem Verfolgungsrennen in Fort Kent, womit er seine ersten Weltcuppunkte erreichte. Es dauerte bis zum ersten Sprint der Saison 2013/14, dass sich Smith als 16. in Östersund signifikant verbessern konnte. In Annecy wiederholte er diese Platzierung und verbesserte sich im Verfolgungsrennen auf den achten Rang und erreichte damit die erste einstellige Platzierung. Bei den Olympischen Spielen in Sotschi erreichte Smith gute Resultate. Schlechtestes Ergebnis war ein 25. Rang im Einzel, im Sprint und in der Verfolgung verpasste er als 13. und Elfter nur um wenige Ränge die Top-Ten-Plätze. Das Massenstartrennen beendete er nicht, mit der Staffel Kanadas erreichte er Rang sieben.
Nach dem Rücktritt von Jean-Philippe Leguellec war Smith ab der Saison 2014/15 die Nummer eins des kanadischen Männerteams. Fast immer konnte er die Punkteränge erreichen, mehrfach auch die Top Ten. In Nové Město na Moravě verbesserte er bei einem Sprintrennen seine Bestleistung im Weltcup erneut um einen Rang und wurde Siebter. Nur einen Tag später verbesserte er sich im darauf basierenden Verfolger nochmals um zwei Ränge und wurde Fünfter. Bei den Biathlon-Weltmeisterschaften 2015 im finnischen Kontiolahti konnte er mit seinem zweiten Platz im Sprint über 10 km als erster Mann eine Medaille für Kanada bei einer Biathlon-Weltmeisterschaft erringen. Es war nach den Medaillen von Myriam Bédard bei den Biathlon-Weltmeisterschaften 1993 in Borowetz der erste Medaillengewinn eines Kanadiers bei einer WM. Zudem war es, nach dem Sieg von Jean-Philippe Leguellec bei einem Sprint 2012 in Östersund, das zweitbeste kanadische Ergebnis bei einem Weltcuprennen. Zum Ende der Saison 2014/2015 konnte Smith diese Bilanz noch verbessern und erzielte beim Verfolgungsrennen in Chanty-Mansijsk seinen ersten Weltcupsieg.
Bei den Biathlon-Weltmeisterschaften 2016 in Oslo war er Mitglied der kanadischen Staffel, der weiterhin noch Christian Gow, Scott Gow und Brendan Green angehörten, die eine Bronzemedaille gewannen.
Aufgrund einer hartnäckigen Krankheit verpasste Smith fast die gesamte Saison 2016/17, konnte im Jahr darauf nicht an seine früheren Leistungen anknüpfen und musste schlussendlich im Dezember 2018 in Hochfilzen seine Karriere sogar ganz beenden.

## Statistiken

### Weltcupsieg
| Nr. | Datum         | Ort             | Disziplin  |
| --- | ------------- | --------------- | ---------- |
| 1.  | 21. März 2015 | Chanty-Mansijsk | Verfolgung |

### Weltcupplatzierungen
Die Tabelle zeigt alle Platzierungen (je nach Austragungsjahr einschließlich Olympische Spiele und Weltmeisterschaften).
- 1.–3. Platz: Anzahl der Podiumsplatzierungen
- Top 10: Anzahl der Platzierungen unter den ersten zehn (einschließlich Podium)
- Punkteränge: Anzahl der Platzierungen innerhalb der Punkteränge (einschließlich Podium und Top 10)
- Starts: Anzahl gelaufener Rennen in der jeweiligen Disziplin
- Staffel: inklusive Mixed- und Single-Mixed-Staffeln

| Platzierung         | Einzel | Sprint | Verfolgung | Massenstart | Staffel | Gesamt |
| ------------------- | ------ | ------ | ---------- | ----------- | ------- | ------ |
| 1. Platz            |        |        | 1          |             |         | 1      |
| 2. Platz            |        | 1      |            |             | 1       | 2      |
| 3. Platz            |        |        |            |             | 1       | 1      |
| Top 10              |        | 6      | 6          | 1           | 16      | 29     |
| Punkteränge         | 5      | 19     | 20         | 8           | 38      | 90     |
| Starts              | 19     | 49     | 26         | 8           | 38      | 140    |
| Stand: Karriereende |        |        |            |             |         |        |

### Olympische Winterspiele
Ergebnisse bei Olympischen Winterspielen:
|                                             | Einzelwettbewerbe | Einzelwettbewerbe | Einzelwettbewerbe | Einzelwettbewerbe | Staffelwettbewerbe | Staffelwettbewerbe |
| Sprint                                      | Verfolgung        | Einzel            | Massenstart       | Herrenstaffel     | Mixedstaffel       |                    |
| ------------------------------------------- | ----------------- | ----------------- | ----------------- | ----------------- | ------------------ | ------------------ |
| Olympische Winterspiele 2014 \| Sotschi     | 13.               | 11.               | 25.               | DNF               | 7.                 | –                  |
| Olympische Winterspiele 2018 \| Pyeongchang | 44.               | 54.               | 81.               | –                 | –                  | –                  |

### Weltmeisterschaften
| Weltmeisterschaft | Weltmeisterschaft | Einzelwettbewerbe | Einzelwettbewerbe | Einzelwettbewerbe | Einzelwettbewerbe | Staffelwettbewerbe | Staffelwettbewerbe |
| Jahr              | Ort               | Einzel            | Sprint            | Verfolgung        | Massenstart       | Herrenstaffel      | Mixedstaffel       |
| ----------------- | ----------------- | ----------------- | ----------------- | ----------------- | ----------------- | ------------------ | ------------------ |
| 2008              | Östersund         | 81.               | 92.               | –                 | –                 | 21.                | –                  |
| 2011              | Chanty-Mansijsk   | 85.               | 67.               | –                 | –                 | 11.                | –                  |
| 2012              | Ruhpolding        | 61.               | 45.               | 43.               | –                 | 13.                | 18.                |
| 2013              | Nové Město        | 62.               | 72.               | –                 | –                 | 8.                 | –                  |
| 2015              | Kontiolahti       | 44.               | 2.                | 13.               | 23.               | 19.                | 12.                |
| 2016              | Oslo              | 42.               | 46.               | 15.               | –                 | 3.                 | 11.                |